# ایو مورهد
ایو مورهد (انگلیسی: Eve Muirhead؛ زادهٔ ۲۲ آوریل ۱۹۹۰) ورزشکار کرلینگ اهل بریتانیا است.